# Jeff Lemire

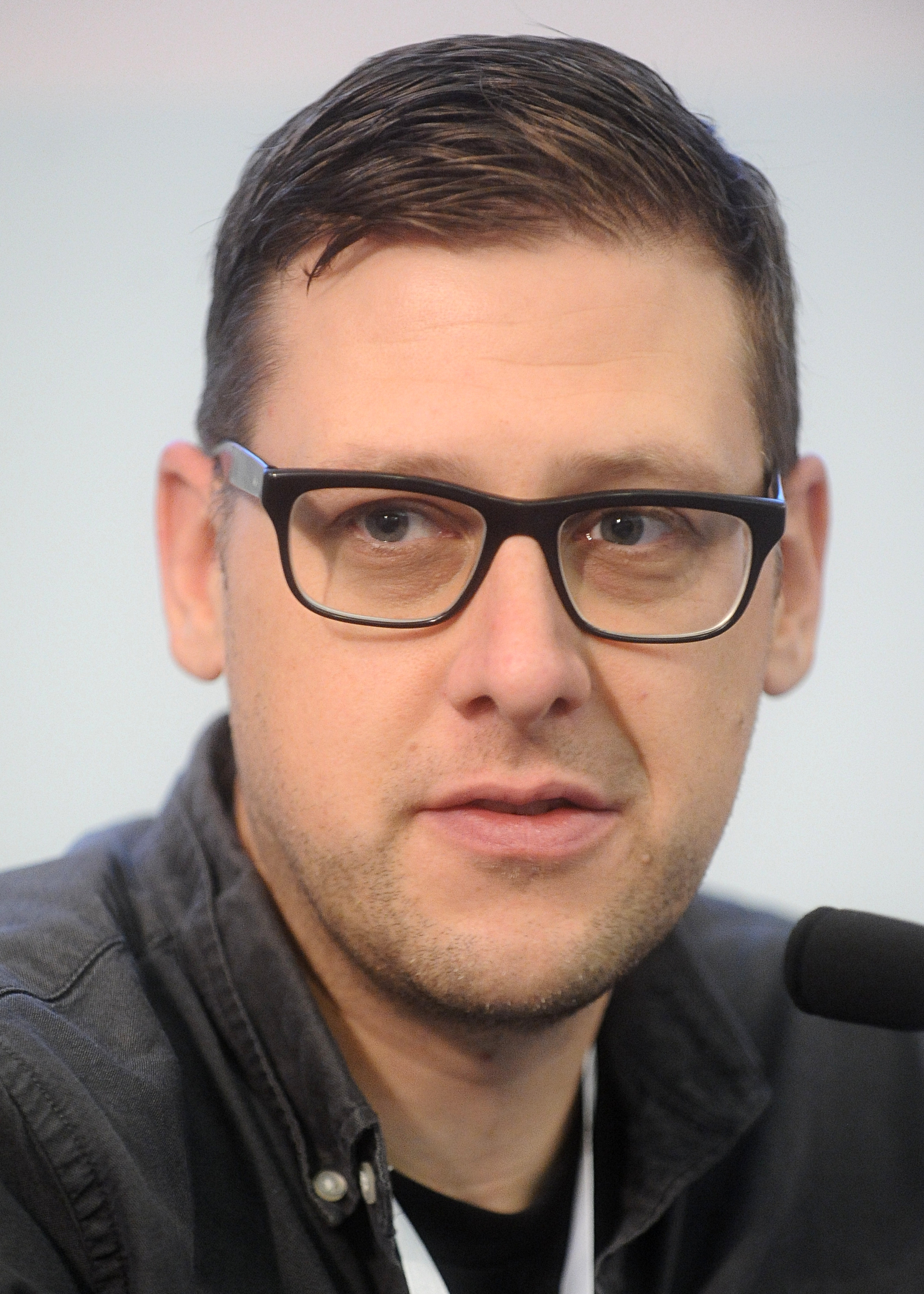
Jeff Lemire (2017)

Jeff Lemire (Aussprache: [d͡ʒɛf ɫɘˈmɪːɹ]; * 21. März 1976 in Essex County, Kanada) ist ein kanadischer Comic-Künstler und Autor der Essex County Trilogy, von Sweet Tooth, The Nobody und The Underwater Welder. Lemire ist bekannt für seine launischen, humanistischen Geschichten und seinen skizzenhaften, filmischen Schwarz-Weiß-Zeichenstil.

## Biografie
Lemire wuchs auf einer kleinen Farm im Essex County (Ontario) in der Nähe des Eriesees auf. Er besuchte eine Filmhochschule, entschied sich dann jedoch für Comics, als er realisierte, dass Filmemachen nicht so gut zu seiner eigenbrötlerischen Personalität passt.
Nachdem er 2005 in Eigenverantwortung das mit dem Xeric Award ausgezeichnete Comic Lost Dogs veröffentlicht hatte, wurde er von Top Shelf Productions unter Vertrag genommen. Die Essex County Trilogy, welche zwischen 2008 und 2009 erschien, war sein erstes Werk für Top Shelf und erhielt eine Eisner Award- sowie eine Harvey-Award-Nominierung.
Lemire veröffentlichte einen Science-Fiction-Comic-Strip unter dem Namen Fortress im vierteljährlichen UR Magazine.
2009 erschien bei DC Comics Vertigo das Comic The Nobody, eine zweifarbige Geschichte über Identität, Furcht und Paranoia in einem kleinen Ort. Lemire schrieb und zeichnete daraufhin die monatliche, farbige Comicreihe Sweet Tooth, ebenfalls für Vertigo. Außerdem schrieb er für das DC-Universum den One Shot Brightest Day: Atom mit dem türkischen Künstler Mahmud Asrar, welcher das Sprungbrett für eine zukünftige neue Atom-Geschichte von Adventure Comics sein soll. Ebenfalls führte er die Superboy Reihe mit der Hauptfigur Conner Kent neu ein.
Anfang Juni 2011 wurde bekannt, dass das Comic Tales from the Farm unter dem Titel Super Zero von John Dykstra verfilmt wird, wobei John Carr das Drehbuch schreiben soll und Steven Gilder sowie Alex Chorches als Produzenten fungieren.
Im August 2012 erschien sein drittes Buch The Underwater Welder, welches für zwei Harvey Awards nominiert wurde.
Mit der ersten Ausgabe von Trillium erschien im August 2013 Lemires aktuelle achtteilige Comicreihe bei Vertigo.
Jeff Lemire lebt mit seiner Frau und ihrem gemeinsamen Sohn in Toronto, Kanada.

## Werke

### Bücher
- Lost Dogs (selbstveröffentlicht, Ashtray Press, 2005)
- Essex County Trilogy:
  - Tales from the Farm (Top Shelf Productions, 2008)
  - Ghost Stories (Top Shelf Productions, 2008)
  - The Country Nurse (Top Shelf Productions, 2009)
  - The Collected Essex County (Top Shelf Productions, 2009)
    - Beinhaltet die drei Haupthandlungen Tales From the Farm, Ghost Stories und The Country Nurse.
    - Zusätzliche Kurzgeschichten The Essex County Boxing Club und The Sad and Lonely Life of Eddie Elephant Ears.
    - Bonusmaterial wie: nicht verwendete Promotionszeichnungen, entfernte Szenen, Charakterdesigns
- The Nobody (Graphic Novel, Vertigo, 2009)
- The Underwater Welder (Graphic Novel, Top Shelf Productions, 2012), dt. Der Unterwasser-Schweißer (Übs. Henry Gidom, 223 Seiten, Rostock: Hirnstorff Verlag, 2017, ISBN 978-3-3560-2085-4)
- Roughneck (Graphic Novel, Simon & Schuster, 2017)

### Reihen
- The Fortress (Comic-Strip im UR Magazine, Juni–September 2006)
- Bio-Graphical (drei einseitige Comic-Strips im kanadischen Driven Magazin, Juni–Dezember 2008)
- House of Mystery (mit Matthew Sturges, Ausgabe 18: The Tale of Brutus the Bold, Vertigo, 2009)
- Sweet Tooth (Vertigo, 2009–2012)
- Brightest Day: Atom (mit Mahmud Asrar, One Shot, DC Comics, 2010)
- Strange Tales II (eine Ausgabe: A Civilized-Thing, Marvel, 2010)
- Atom (mit Mahmud Asrar, 10 Seiten in Adventure Comics, DC Comics, 2010–2011)
- Superboy (elf Ausgaben mit Pier Gallo, DC Comics, 2011)
- Strange Adventures (eine Ausgabe: Ultra the Multi-Alien: The Life and Death of Ace Arn, Vertigo, 2011)
- Flashpoint: Frankenstein and the Creatures of the Unknown (mit Ibraim Roberson, DC Comics, 2011)
- Jonah Hex (mit Justin Gray und Jimmy Palmiotti, 69. Ausgabe: The Old Man, Vertigo, 2011)
- Animal Man (mit Travel Foreman, DC Comics, seit 2011)
- Frankenstein, Agent of S.H.A.D.E. (mit Alberto Ponticelli, DC Comics, seit 2011)
- Justice League Dark (mit Mikel Janin, DC Comics, seit 2012)
- Trillium (Vertigo, seit 2013)
- The Question: The Deaths of Vic Sage (DC Black Label, TBA)
- Joker: Killer Smile #1–3 (DC Black Label, Dezember 2019 – April 2020), dt. in: Joker: Killer Smile, 156 Seiten, Panini Comics, 2021, ISBN 978-3-7416-2235-9
- Batman: Smile Killer #1 (DC Black Label, August 2020), dt. in: Joker: Killer Smile, 156 Seiten, Panini Comics, 2021, ISBN 978-3-7416-2235-9
- Descender #1-32 (mit Dustin Nguyen, Image, 2015–2018)
  - Volume 1: Tin Stars #1–6, 160 Seiten, 2015, ISBN 1-63215-426-9, dt.: Descender Bd. 1: Sterne aus Blech, 144 Seiten, 2015, Splitter, ISBN 978-3-95839-166-6
  - Volume 2: Machine Moon #7–11, 116 Seiten, 2016, ISBN 1-63215-676-8, dt.: Descender Bd. 2: Maschinenmond, 120 Seiten, 2016, Splitter, ISBN 978-3-95839-167-3
  - Volume 3: Singularities #12–16, 128 Seiten, 2016, ISBN 1-63215-878-7, dt.: Descender Bd. 3: Singularitäten, 120 Seiten, 2017, Splitter, ISBN 978-3-95839-168-0
  - Volume 4: Orbital Mechanics #17–21, 120 Seiten, 2017, ISBN 1-5343-0193-3, dt.: Descender Bd. 4: Orbitalmechanik, 120 Seiten, 2017, Splitter, ISBN 978-3-95839-169-7
  - Volume 5: Rise of The Robots #22–26, 120 Seiten, 2018, ISBN 1-5343-0345-6, dt.: Descender Bd. 5: Aufstand der Roboter, 120 Seiten, 2018, Splitter, ISBN 978-3-96219-115-3
  - Volume 6: The Machine War #27–32, 120 Seiten, 2018, ISBN 978-1-5343-0690-5, dt.: Descender Bd. 6: Der Maschinenkrieg, 160 Seiten, 2019, Splitter, ISBN 978-3-96219-116-0
- Ascender #1-14 (mit Dustin Nguyen, Image, 2019–2021)
  - Volume 1: The Haunted Galaxy #1–5, 136 Seiten, 2019, ISBN 978-1-5343-1348-4, dt.: Ascender Bd. 1: Die verwunschene Galaxie, 136 Seiten, 2019, Splitter, ISBN 978-3-96219-374-4
  - Volume 2: The Dead Sea #6–10, 128 Seiten, 2020, ISBN 978-1-5343-1593-8, dt.: Ascender Bd. 2: Das Tote Meer, 128 Seiten, 2020, Splitter, ISBN 978-3-96219-375-1
  - Volume 3: The Digital Mage #11–14, 96 Seiten, 2020, ISBN 978-1-5343-1726-0, dt.: Ascender Bd. 3: Der digitale Magier, 96 Seiten, 2021, Splitter, ISBN 978-3-96219-376-8
  - Volume 4: Star Seed #15–18, 104 Seiten, 2021, ISBN 978-1-5343-1922-6, dt.: Ascender Bd. 4: Sternensaat, 104 Seiten, 2022, Splitter, ISBN 978-3-96219-377-5
- Black Hammer (mit verschiedenen Künstlern, Dark Horse Comics, seit 2016)
  - Black Hammer #1–13 (mit Dean Ormston, 2016–2017)
    - Black Hammer – Volume 1: Secret Origins #1–6, 184 Seiten, 2017, ISBN 1-61655-786-9, dt.: Black Hammer Bd. 1: Vergessene Helden, 184 Seiten, Splitter, 2018, ISBN 978-3-96219-081-1
    - Black Hammer – Volume 2: The Event #7–11, #13, 176 Seiten, 2017, ISBN 1-5067-0198-1, dt.: Black Hammer Bd. 2: Das Ereignis, 176 Seiten, Splitter, 2018, ISBN 978-3-96219-082-8

  - Black Hammer: Age of Doom #1–… (mit Dean Ormston, seit 2018)
    - Black Hammer – Volume 3: Age of Doom, Part One #1–5, 136 Seiten, 2019, ISBN 1-5067-0389-5, dt.: Black Hammer Bd. 3: Age of Doom Buch 1, 136 Seiten, Splitter, 2019, ISBN 978-3-96219-040-8

  - Sherlock Frankenstein and the Legion of Evil #1–4 (mit David Rubín, 2017–2018) zusammen mit Black Hammer #12 zusammengestellt in Sherlock Frankenstein and the Legion of Evil, 152 Seiten, 2018, ISBN 978-1-5067-0526-2, dt.: Black Hammer: Sherlock Frankenstein & die Legion des Teufels, 152 Seiten, Splitter, 2018, ISBN 978-3-96219-083-5
  - Doctor Star and the Kingdom of Lost Tomorrows #1–4 (mit Max Fiumara, 2018) zusammengestellt in Doctor Star and the Kingdom of Lost Tomorrows, 128 Seiten, 2018, ISBN 1-5067-0659-2, dt.: Black Hammer: Doctor Star & das Reich der verlorenen Hoffnung, 128 Seiten, Splitter 2019, ISBN 978-3-96219-039-2
  - The Quantum Age #1–6 (mit Wilfredo Torres, 2018–2019) zusammengestellt in The Quantum Age, 176 Seiten, 2019, ISBN 1-5067-0841-2, dt.: Black Hammer: Quantum Age, 176 Seiten, Splitter 2019, ISBN 978-3-96219-041-5
- Gideon Falls #1–27 (mit Andrea Sorrentino, Image, seit 2018)
  - Volume 1: The Black Barn #1–6, 160 Seiten, 2018, ISBN 1-5343-0852-0, dt.: Gideon Falls Bd. 1: Die Schwarze Scheune, 160 Seiten, Splitter, 2019, ISBN 978-3-96219-284-6
  - Volume 2: Original Sins #7–11, 136 Seiten, 2019, ISBN 1-5343-1067-3, dt.: Gideon Falls Bd. 2: Erbsünden, 136 Seiten, Splitter, 2019, ISBN 978-3-96219-285-3
  - Volume 3: Stations of the Cross #12–16, 136 Seiten, 2019, ISBN 1-5343-1344-3, dt.: Gideon Falls Bd. 3: Erbsünden, 136 Seiten, Splitter, 2020, ISBN 978-3-96219-288-4
  - Volume 4: The Pentoculus #17–21, 128 Seiten, 2020, ISBN 1-5343-1513-6, dt.: Gideon Falls Bd. 4: Das Pentoculus, 136 Seiten, Splitter, 2020, ISBN 978-3-96219-525-0
  - Volume 5: Wicked Worlds #22–26, 120 Seiten, 2020, ISBN 1-5343-1722-8, dt.: Gideon Falls Bd. 5: Welten des Bösen, 144 Seiten, Splitter, 2021, ISBN 978-3-96219-526-7
  - Volume 6: The End #27, 120 Seiten, 2021, ISBN 1-5343-1867-4, dt.: Gideon Falls Bd. 6: Das Ende, 112 Seiten, Splitter, 2021, ISBN 978-3-96792-197-7
- Family Tree #1–12 (mit Phil Hester, Image, 2019–2021)
  - Volume 1: Sapling #1–4, 96 Seiten, 2020, ISBN 978-1-5343-1649-2, dt.: Family Tree Bd. 1: Setzling, 96 Seiten, ISBN 978-3-96792-040-6
  - Volume 2: Seeds #5–8, 96 Seiten, 2020, ISBN 978-1-5343-1696-6, dt.: Family Tree Bd. 2: Samen, 96 Seiten, ISBN 978-3-96792-041-3
  - Volume 3: Forest #9–12, 120 Seiten, 2021, ISBN 978-1-5343-1863-2, dt.: Family Tree Bd. 3: Wald, 104 Seiten, ISBN 978-3-96792-042-0
- The Bone Orchard Mythos #1-… (mit Andrea Sorrentino sowie Dave Stewart, Image, seit 2022)
  - The Bone Orchard Mythos 1: The Passageway, 96 Seiten, 2022, ISBN 978-1-5343-2224-0, dt.: Die Passage, 96 Seiten, Übs. Bernd Kronsbein, Splitter, 2023, ISBN 978-3-98721-153-9
  - The Bone Orchard Mythos 2: Ten Thousand Black Feathers, 160 Seiten, 2023, ISBN 978-1-5343-2588-3, dt.: Zehntausend Schwarze Federn, 148 Seiten, Übs. Bernd Kronsbein, Splitter, 2023, ISBN 978-3-98721-154-6
  - The Bone Orchard Mythos 3: The Tenement, 304 Seiten, 2024, ISBN 978-1-5343-9714-9, dt.: Das Mietshaus, 328 Seiten, Übs. Bernd Kronsbein, Splitter, 2024, ISBN 978-3-98721-155-3

### Kurzgeschichten
- The Essex County Boxing Club in The Collected Essex County, ebenfalls nummeriert und signiert in einer limitierten Edition als Mini-Comic erhältlich (Top Shelf Productions, 2009)
- The Sad and Lonely Life of Eddie Elephant Ears. in The Collected Essex County, ebenfalls nummeriert und signiert in einer limitierten Edition als Mini-Comic erhältlich (Top Shelf Productions, 2009)
- The Old Silo 10-seitige Kurzgeschichte in Dark Horses Noir Sammlung (Dark Horse, 2009)
- The Horseless Rider 5-seitige Kurzgeschichte in Awesomer: Indie Spinner Anthology 2 (Top Shelf Productions)
- Coffin for Mr. Bishell 10-seitige Kurzgeschichte in Outlaw Territory Vol. 2, Sammlung von Image Comics, 2011
- The CBLDF Presents Liberty Annual Ausgabe elf: Being Normal (mit Mark Waid, 2011)

### Nur Zeichnung
- Beowulf Nur. 5 (5 Seiten von Zeichnungen) (Speakeasy Comics, März 2006)
- The Tale of Brutus the Bold (geschrieben von Matthew Sturges, in House of Mystery Nr. 18, Vertigo, 2009)

### Selbstveröffentlicht
- Ashtray 1 (Mini-Comic, Juni 2003)
- Ashtray 2 (Mini-Comic, September 2003)
- Lost Dogs (September 2005)
- True North (Februar 2006)

## Auszeichnungen
Lemire gewann 2005 einen Xeric Award für sein Buch Lost Dogs. Zudem erhielt er im selben Jahr den Alex Award von der Young Adult Library Services Association für Essex County Volume 1: Tales from the Farm sowie den Joe Shuster Award für Outstanding Cartoonist und den Doug Wright Award für Best Emerging Talent.
Lemire wurde ebenfalls für einen Ignatz, vier Harveys und zwei Eisner Awards nominiert.
Essex County wurde als erstes Comic überhaupt unter die letzten fünf des kanadischen Bücherwettstreits Canada Reads gewählt.